# Бої в Бєлгородській області (2023)
Бої в Бєлгородській області — військові дії, що епізодично відбуваються з 22 травня 2023 року в Бєлгородській області Росії. Відповідальність за атаки на цю територію взяли на себе бійці легіону «Свобода Росії» та РДК. Представник ГУР України Андрій Юсов заявив, що в операції беруть участь лише громадяни Росії, що мають на меті створення «смуги безпеки» для захисту цивільних українців. Губернатор Білгородської області В'ячеслав Гладков заявив про «диверсійно-розвідувальну групу ЗСУ», що зайшла на територію області. У відповідь російська влада заявила про початок «контртерористичної операції» та евакуацію населення з району бойових дій.

## Хід боїв

### Перший рейд

#### 22 травня
Вранці 22 травня бійці РДК опублікували відео з нічних рейдів прикордонною територією РФ в Бєлгородській області. Згодом почали з'являтися повідомлення про захоплення КПП Грайворон і вхід української бронетехніки через російсько-український кордон близько 12:00 в цьому КПП.
Вже о 14:00 Легіон «Свобода Росії» повідомив про захоплення села Козинки, а згодом про захоплення села Гора-Поділ, Глотове та підходу до райцентру, міста Грайворон.
Увечері 22 травня, губернатор Білгородської області В'ячеслав Гладков заявив, що в області вводяться «контртерористична операція», яка обмежує свободу пересування та зв'язку, вимагає від цивільних пред'являти документи, що посвідчують особу, і призупиняє промисловість, яка використовує небезпечні матеріали тощо. Гладков також повідомив, що «більшу частину населення» евакуювали з місць бойових дій.
За словами українських чиновників, російські війська почали екстрену евакуацію запасів ядерних боєприпасів із сусіднього об'єкта «Бєлгород-22».

#### 23 травня
Згідно з відеозвітами, управління Федеральної служби безпеки у місті Бєлгород зазнало атаки безпілотника майже за 80 км від «зони бойових дій». ВВС вдалося встановити, що було влучено в будівлю ФСБ, але незрозуміло, що спричинило пошкодження. Гладков заявив, що під час бойових дій загинув один мирний житель і був збитий безпілотник.
У своїй заяві Міністерство оборони Росії стверджує, що розгромило повстанців і відкинуло їх до українського кордону. Антитерористичні обмеження в Бєлгородській області були зняті вдень, хоча Гладков закликав мирних жителів поки не повертатися в прикордонні села. ISW оцінив, що російські урядові сили, ймовірно, відтіснили проукраїнські сили принаймні до Козинки, якщо не через державний кордон. Легіон «Свобода Росії» продовжував опублікувати кадри, на яких видно, як тривають бої.
В ніч з 23 по 24 травня в Бєлгороді відбулись вибухи. Згодом губернатор додав, що це була атака БПЛА.

### Другий рейд

#### 1 червня
1 червня РДК оголосив про новий рейд у напрямку Шебекіно. Пізніше з'явилися повідомлення про бої в районі прикордонного пункту Шебекіно, а глава регіону повідомив, що місто обстріляли із системи залпового вогню «Град». Легіон «Свобода Росії» та пов'язаний з ними Ілля Пономарьов заявили, що «Градами» була накрита будівля поліції.

#### 4 червня
Станом на 4 червня РДК запросили губернатора Бєлгородської області В'ячеслава Гладкова в Нову Таволжанку у день святкування Трійці до місцевого храму для обміну полоненими. Губернатор спочатку переніс місце зустрічі до АПП «Шебекіно», а пізніше відмовився від зустрічі. РДК заявили, що російських полонених передано до загального обмінного фонду України.

#### 5 червня
Командир Легіону «Свобода Росії» з позивним «Цезар» запропонував голові ПВК Вагнер Пригожину обміняти полонених на підполковника, командира 72-ї бригади ЗС РФ Романа Веневітіна, але той відмовився.

## Реакції

### Україна
Радник голови офісу Президента України Михайло Подоляк пояснив, що єдиною рушійною політичною силою в тоталітарній країні закручених гайок завжди неминуче стає партизанський рух зі зброєю в руках.
Україна із цікавістю спостерігає за подіями в Бєлгородській області Росії та вивчає ситуацію, утім не має до неї безпосереднього стосунку. Як відомо, танки продаються в будь-якому російському військторзі, а підпільні партизанські загони складаються все-таки з громадян Росії

### Росія
Прессекретар президента Росії Дмитро Пєсков назвав російських добровольців у Бєлгородській області, «українськими бойовиками». Пєсков не зміг відповісти на питання, чому «зачистка» регіону тривала вже понад добу, і переадресував питання до правоохоронних органів, Міноборони РФ та ФСБ.

### США
Речник Держдепартаменту США Меттью Міллер на брифінгу.
Ми чітко прояснили українцям, що ми не даємо можливостей і не заохочуємо атаки за межами українських кордонів. Але я вважаю, що важливо нагадати світові, що це Росія розпочала цю війну, Росія продовжує нападати на цивільних. Росія цілиться в школи та лікарні, цивільну інфраструктуру. Україна має право вирішувати, як вона хоче проводити свої військові операції. Але агресором у цій війні є Росія.